# بتل‌شیپ کلاس فاسو
بتل‌شیپ کلاس فاسو (به انگلیسی: Fusō-class battleship) یک کلاس از کشتی است که طول آن ۲۰۲٫۷ متر (۶۶۵ فوت ۰ اینچ) می‌باشد.